# Thaipotamon
Thaipotamon is een geslacht van kreeftachtigen uit de klasse van de Malacostraca (hogere kreeftachtigen).

## Soorten
- Thaipotamon chulabhorn Naiyanetr, 1993
- Thaipotamon dansai Ng & Naiyanetr, 1993
- Thaipotamon holthuisi Naiyanetr & Yeo, 2010
- Thaipotamon lomkao Ng & Naiyanetr, 1993
- Thaipotamon siamense (A. Milne-Edwards, 1869)
- Thaipotamon smitinandi (Naiyanetr & Türkay, 1984)
- Thaipotamon varoonphornae Ng & Naiyanetr, 1993